# Gara Mediaș
Gara Mediaș este o gară care deservește municipiul Mediaș, județul Sibiu, România.